# Išpakaja
Išpakaja (novoasirsko  Iš-pa-ka-a-a) je bil kralj Skitov, ki je vladal na skitskem ozemlju z zahodni Aziji v 7. stoletju pr. n. št., * ni znano, † ok. 679 pr. n. št.

## Ime
Išpakaja (𒁹𒅖𒉺𒅗𒀀𒀀) je akadska oblika skitskega imena *Spakāya, ki je hipokorostična izpeljanka besede *spaka, ki pomeni "pes". 

## Zgodovinsko ozadje
V 8. in 7. stoletju pr. n. št. je obsežno preseljevanje nomadov iz evrazijskih step pripeljalo Skite v jugozahodno Azijo. Preseljevanje se je začelo, ko se je drugo nomadsko iransko pleme, Masageti, tesno povezano s Skiti, ali Isedoni preselilo proti zahodu in prisililo zgodnje Skite na umik na zahod čez reko Araks (Volga) na kimersko ozemlje.
Kimerci so se  ob obali Črnega morja preselili proti jugu in dosegli Anatolijo, Skiti pa so kasneje ob obali Kaspijskega jezera prispeli v stepe na severnem Kavkazu, od koder so se razširili na ozemlje današnjega Azerbajdžana in se tam naselili. To ozemlje je ostalo njihovo središče v zahodni Aziji do zgodnjega 6. stoletja pr. n. št. Preseljeni Skiti niso izgubili stikov s Skiti severno od Kavkaza, od koder so prišli, hkrati pa so znatno vplivali na kulturo v svoji novi domovini.

## Vladanje
V najzgodnejši fazi svoje prisotnosti v zahodni Aziji so bili Išpakajevi Skiti povezani s Kimerci. Oboji so bili zavezniki svojih daljnih sorodnikov Medijcev, iranskega ljudstva iz zahodne Azije. Med vladanjem urartskega kralja Argištija II. (vladal 714–680 pr. n. št.)  so ogrožali njegovo kraljestvo. Argištijev naslednik Rusa II. je zgradil več trdnjav na vzhodu Urartuja, vključno s trdnjavo Tejšebaini, da bi nadziral in odbijal napade Kimercev, Manejcev, Medijcev in Skitov.
Prva omemba Skitov v zapisih takratne velesile zahodne Azije, Novoasirskega cesarstva, je iz obdobja med letoma 680/679 in 678/677 pr. n. št., ko se je Išpakaja pridružil zavezništvu z Manejci in Kimerci v napadu na Novoasirsko cesarstvo. V tem času so Skiti pod Išpakajevim vodstvom kot zavezniki Ruse II. Urartskega  prodrli daleč na jug do asirske province Zamua in plenili. Njihove sile je premagal asirski kralj Asarhadon. 
Manejcem je v zavezništvu z vzhodno skupino Kimercev in Skiti uspelo razširiti svoje ozemlje na račun Asirije in zavzeti trdnjavi Šarru-ikbi in Dur-Elil. Zdi se, da so sledila pogajanja med Asirci in Kimerci, na katerih so Kimerci obljubili, da se ne bodo vmešavali v odnose med Asirci in Manejci. Babilonski vedeževalec v asirski službi je posvaril Asarhadona, naj ne zaupa niti Manejcem niti Kimercem, in mu svetoval vohuniti za obema. Leta 676 pr. n. št. je Asarhadon  napadel Manejce in ubil Išpakajo.
Išpakajo je nasledil Bartatua, ki bi lahko bil njegov sin,  in  sklenil zavezništvo z Asirijo..[19] Bartatuov sin in s tem morda Išpakajev vnuk Madij, je skitsko moč v zahodni Aziji pripeljal do vrhunca.

## Zapuščina
Grško-rimski avtorji so Išpakajo pomešali z njegovimi predhodniki in nasledniki, vključno z njegovim morebitnim vnukom Madijem, in jih združili v eno samo osebo. Trdili so, da je Madij povedel Skite iz Srednje Azije, pregnal Kimerce iz njihove domovine in nato premagal Medijce in legendarnega egipčanskega kralja Sesostrisa in za več let vzpostavil svojo oblast v zahodni Aziji. Zatem so se Skiti vrnili v Skitijo. Kasnejši grško-rimski avtorji so tega skitskega kralja imenovali Idantirsos ali Tanausis, čeprav je Idantirsos legendarna osebnost, različna od poznejšega zgodovinskega skitskega kralja Idantirsusa, po katerem so Grko-Rimljani prevzeli ime.